# (3271) Ul

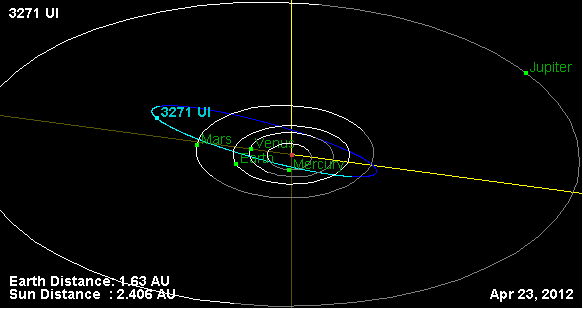
Òrbita de l'asteroide (3271) Ul.

(3271) Ul és un asteroide que pertany al grup d'asteroides Amor i que fou descobert per Hans-Emil Schuster el 14 de setembre de 1982 des de l'Observatori de la Silla, Xile.

## Designació i nom
Ul va rebre inicialment la designació de 1982 RB.
Més endavant, en 1996, es va nomenar per Ul, una deïtat de la mitologia melanesia.

## Característiques orbitals
Ul està situat a una distància mitjana del Sol de 2,102 ua, i pot allunyar-se'n fins a 2,934 ua i acostar-s'hi fins a 1,27 ua. La seva excentricitat és 0,3957 i la inclinació orbital 25,07 graus. Emplea 1113 dies a completar una òrbita al voltant del Sol.
Ul és un asteroide proper a la Terra.

## Característiques físiques
La magnitud absoluta d'Ul és 16,6.